# Leslie Mann
Leslie Mann est une actrice américaine, née le 26 mars 1972 à San Francisco.
Révélée au grand public avec les comédies Disjoncté (1996) et George de la jungle (1997), c'est son mari, le réalisateur, scénariste et producteur Judd Apatow, qui lui offre des seconds rôles dans ses comédies à succès 40 ans, toujours puceau (2005), En cloque, mode d'emploi (2006) et Funny People (2009).
Les années suivantes, elle confirme dans un registre comique : elle joue les mères de famille dans les comédies 17 ans encore (2009), I Love You Phillip Morris (2010), Échange standard (2011) et The Bling Ring (2012). Puis c'est son mari Judd Apatow qui la propulse tête d'affiche féminine en 2012 avec 40 ans : Mode d'emploi, aux côtés de Paul Rudd.
Elle tient ensuite les rôles principaux des comédies de bande Triple Alliance (2014), Célibataire, mode d'emploi (2015) et Contrôle parental (2017). Puis en 2016, elle donne la réplique à Robert De Niro dans la comédie noire The Comedian, de Taylor Hackford, et en 2018 retrouve Steve Carell, tête d'affiche de la comédie fantastique Bienvenue à Marwen, de Robert Zemeckis.

## Biographie

### Jeunesse et formation
Elle est née à San Francisco, Californie et a grandi à Newport Beach.
Elle a été élevée par sa mère, agent immobilier, qui s'était mariée trois fois,. Sur son père, elle déclara : « Mon père est… En fait, j'en ai pas. Je veux dire, il existe, mais je n'ai aucune relation avec lui». Elle a deux frères et sœurs et trois demi-frères plus âgés . Elle dit qu'elle était « très timide, un peu renfermée » durant sa jeunesse.
Elle est diplômée de la Corona del Mar High School et étudia le théâtre au Joanne Baron / D. W. Brown Studio et avec la troupe d'improvisation comique The Groundlings.

### Carrière

#### Débuts et révélation
Leslie Mann commence sa carrière à 18 ans en apparaissant dans des publicités télévisées.
En 1995, elle postule pour une audition de 500 personnes afin d'obtenir le rôle de Robin Harris, l'ex-petite amie de Steven Kovacs (incarné par Matthew Broderick) pour le film Disjoncté, réalisé par Ben Stiller. Elle obtient le rôle qui est pour la jeune femme de 23 ans un tournant dans sa carrière puisqu'elle obtient un premier rôle important, qui lui permet de partager la vedette avec Jim Carrey, Matthew Broderick, ainsi qu'une scène avec Owen Wilson, alors peu connu du grand public. C'est durant ce tournage qu'elle rencontre Judd Apatow, le producteur du film. Bien que le film n'ait pas obtenu le succès escompté à sa sortie en salles en 1996, la carrière de la jeune femme est lancée.
Toujours en 1996, elle apparaît dans quatre films : la comédie policière Tête brûlée, réalisé par Wes Anderson, la comédie sentimentale Petits mensonges entre frères, où elle est l'amie d'un des personnages principaux féminins, la comédie dramatique Des choses que je ne t'ai jamais dites et le film d'action Dernier Recours, où elle joue aux côtés de Bruce Willis.
En 1997, mariée depuis peu à Judd Apatow, Leslie voit sa carrière véritablement décoller en incarnant Ursula Stanhope, personnage principal féminin, dans George de La Jungle, produit par les Studios Disney. Le film est un succès commercial, rapportant 105 millions de dollars de recettes aux États-Unis et 174 millions de dollars de recettes dans le monde pour un budget de 55 millions de dollars.
En 1999, un an après la naissance de sa première fille, elle incarne la petite amie du colocataire du personnage incarné par Adam Sandler dans Big Daddy, qui malgré des critiques négatives, obtient un énorme succès (163 millions de dollars de recettes aux États-Unis et 233 millions dans le monde, pour un budget de 34,2 millions de dollars

#### Succès et productions Apatow

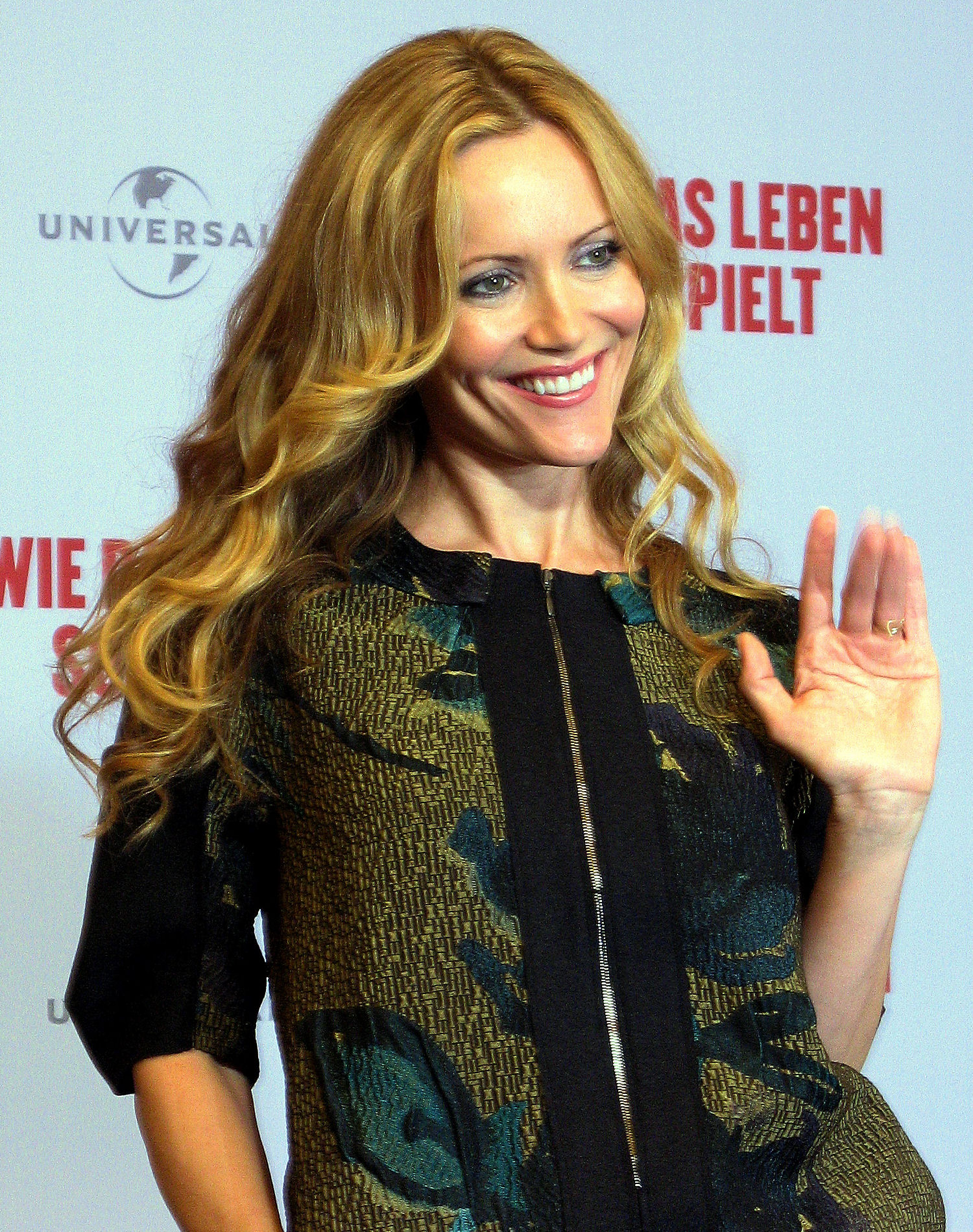
Leslie Mann lors de la première du film Funny People à Berlin (Allemagne) le 26 août 2009.

De 2000 à 2002, elle tourne un épisode de Freaks and Geeks, produit par son époux et tourne des films tels que Timecode, Orange County et Harvard à tout prix.
Après la naissance de sa seconde fille en 2002, elle prend une pause de trois ans, avant de reprendre les chemins des tournages en 2005.
Sa carrière prend un nouvel essor, quand Judd Apatow, devenu son mari, la fait jouer dans certaines de ses productions - que ce soit comme producteur ou réalisateur.
Elle participe aux trois premières réalisations de son époux.
Elle se voit d'abord confier un rôle court, mais assez mémorable, celui de la jeune femme ivre au volant avec Steve Carell dans 40 ans, toujours puceau. Elle obtient ensuite un rôle d'importance, celui de la sœur aînée de l'héroïne incarnée par Katherine Heigl, et épouse de Paul Rudd dans En cloque, mode d'emploi. Le film lui vaut une nomination au Chicago Film Critics Association Awards dans la catégorie Meilleure actrice dans un second rôle
En 2007, elle est l'ancien amour du héros de Funny People incarné par Adam Sandler (qu'elle retrouve dix ans après Big Daddy).
L'année suivante, elle participe à une production de son mari, Drillbit Taylor, garde du corps (2008), où elle prête ses traits à une prof de lycée amoureuse du personnage principal incarné par Owen Wilson.
En 2009, elle poursuit sur sa lancée, dans les comédies 17 ans encore, où elle joue la femme du héros adulte, interprété par Matthew Perry, puis dans I Love You Phillip Morris, où elle incarne l'épouse du personnage de Jim Carrey, qu'elle retrouve après Disjoncté. Elle participe également à Shorts, de Robert Rodriguez.

#### Confirmation comique
En 2011, elle joue de nouveau une épouse dépassée dans la comédie fantastique Échange standard, aux côtés de Ryan Reynolds et Jason Bateman. Le film fonctionne correctement au box-office mais il est en revanche très mal reçu par la critique. Cette même année, elle prête sa voix pour un personnage de la série d'animation Allen Gregory.

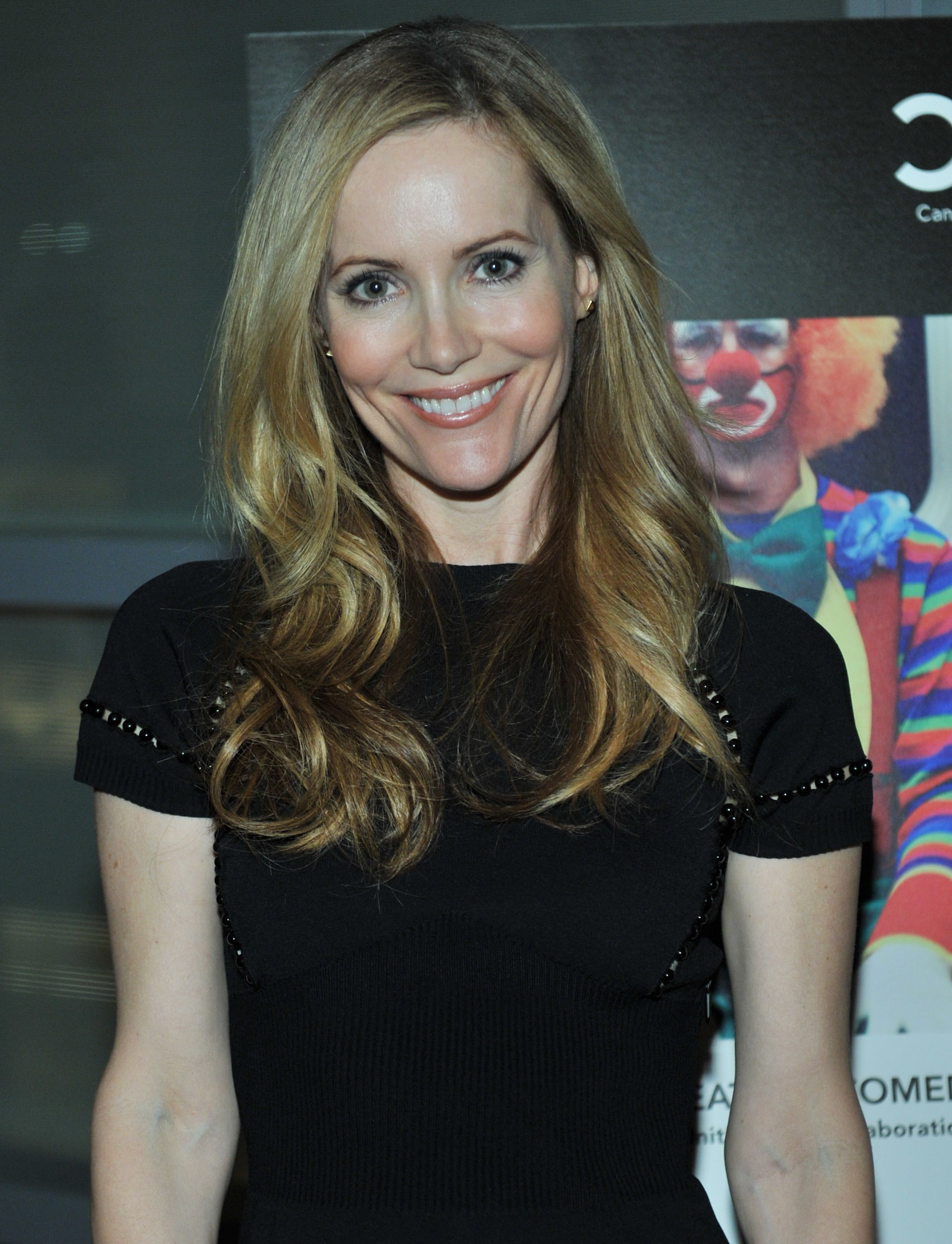
Leslie Mann en 2012.

En 2012, elle retrouve son mari pour son quatrième film, 40 ans : Mode d'emploi, où elle reprend son rôle d' En cloque, mode d'emploi, cette fois en tête d'affiche aux côtés de Paul Rudd. Cette production reçoit un accueil critique globalement positif, elle est notamment élue Comédie de l'année lors du Festival du film de Hollywood et elle confirme au box office.

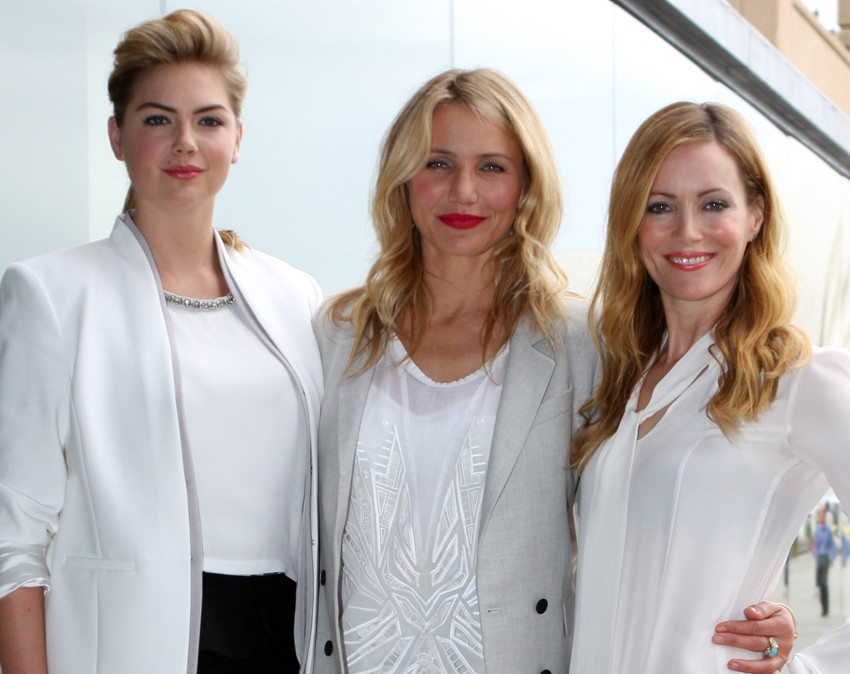
Le 15 avril 2014, avec Kate Upton et Cameron Diaz, ses partenaires de Triple Alliance.

En 2013, elle joue le rôle d'une mère dépassée par une progéniture ambitieuse et sans scrupules, dans la satire saluée The Bling Ring, écrite et réalisée par Sofia Coppola. L'année d'après, elle apparaît dans Triple Alliance, comédie où elle joue une quadragénaire trompée par son mari avec une femme plus jeune (Cameron Diaz), et une autre encore plus jeune, interprétée par Kate Upton. Cette année-là, elle pratique à nouveau le doublage pour un épisode des Simpson ainsi que pour les longs métrages d'animations M. Peabody et Sherman : Les Voyages dans le temps et Rio 2. Elle est aussi saluée par l'organisation américaine réputée National Association of Theatre Owners du titre de Star comique de l'année.
En 2015, elle est la sœur d'Ed Helms dans la comédie à succès Vacation. En 2016, elle est à l'affiche de deux films : D'abord en tant que premier rôle féminin de la comédie The Comedian de Taylor Hackford, portée par Robert De Niro puis en rejoignant la distribution principale féminine de Célibataire, mode d'emploi avec Dakota Johnson, Rebel Wilson et Alison Brie.
En 2018, elle accompagne Steve Carell pour le drame biographique The Women of Marwen de Robert Zemeckis.

### Vie personnelle

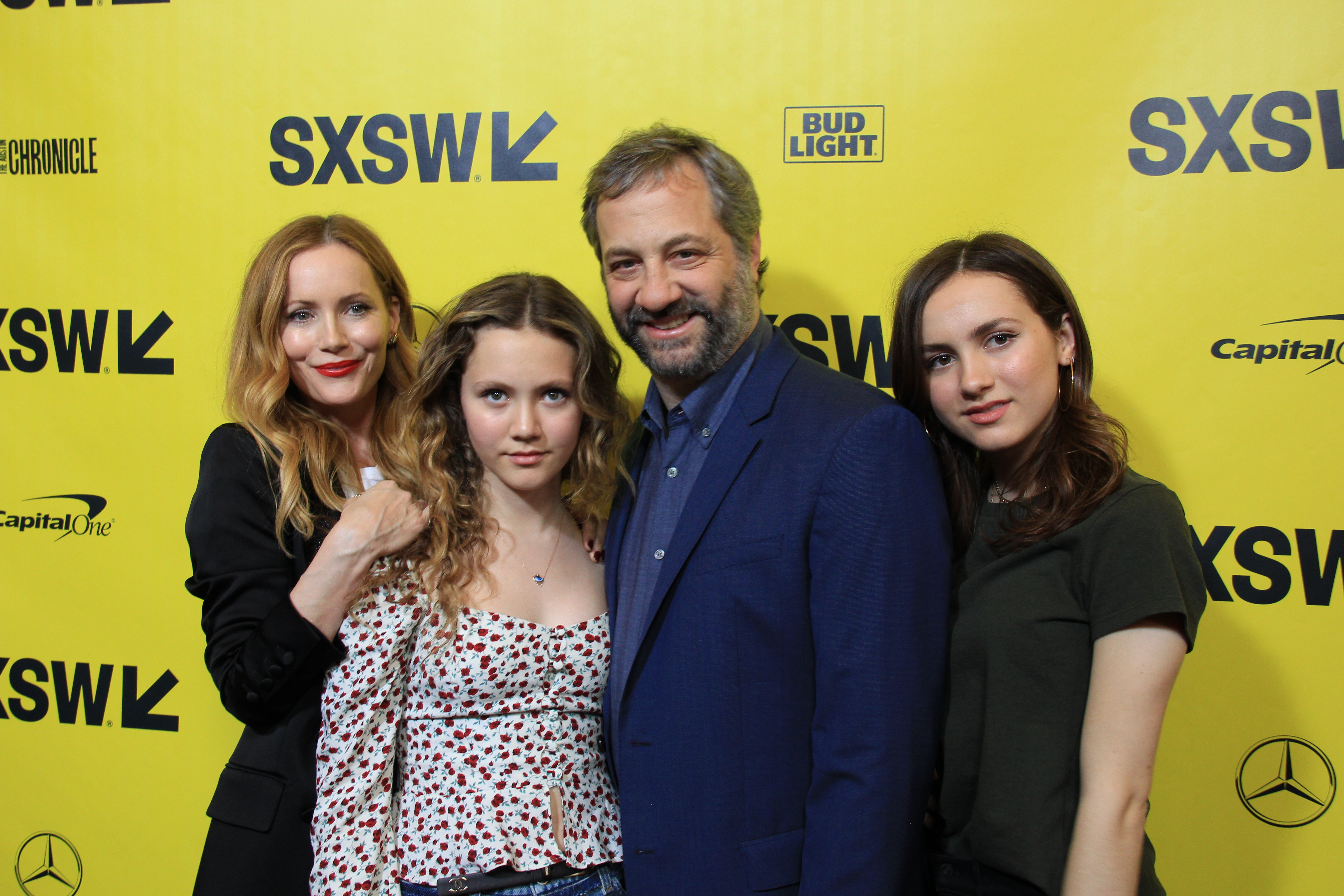
L'actrice et son mari, le cinéaste Judd Apatow, accompagnés de leurs deux filles pour l'avant première du film Blockers, en 2018.

Leslie Mann est mariée depuis le 9 juin 1997 avec le producteur, réalisateur et scénariste Judd Apatow, qu'elle a rencontré durant le tournage du film Disjoncté, qu'il produisait. De leur union sont nées deux filles, Maude (en 1997) et Iris (en 2002), qui apparaissent dans En cloque, mode d'emploi, Funny People et 40 ans : Mode d'emploi.

## Filmographie

### Cinéma

#### Longs métrages
Années 1990
- 1991 : Virgin High, de Richard Gabai : la fille au "gribouillis"
- 1996 : Bottle Rocket, de Wes Anderson : une fille de la confrérie (non créditée)
- 1996 : Des choses que je ne t'ai jamais dites (Cosas que nunca te dije), d'Isabel Coixet : Laurie
- 1996 : Disjoncté (The Cable Guy) de Ben Stiller : Robin Harris
- 1996 : Petits mensonges entre frères (She's the One), d'Edward Burns : Connie
- 1996 : Dernier Recours (Last Man Standing) de Walter Hill : Wanda
- 1997 : George de la jungle (George of the Jungle), de Sam Weisman : Ursula Stanhope
- 1999 : Big Daddy, de Dennis Dugan : Corinne Maloney

Années 2000
- 2000 : Time Code (Timecode), de Mike Figgis : Cherine
- 2001 : Perfume, de Michael Rymer et Hunter Carson : Camille
- 2002 : Orange County, de Jake Kasdan : Krista
- 2002 : Harvard à tout prix (Stealing Harvard), de Bruce McCulloch : Elaine Warner
- 2005 : 40 ans, toujours puceau (The 40 Year Old Virgin), de Judd Apatow : Nicky
- 2007 : En cloque, mode d'emploi (Knocked Up), de Judd Apatow : Debbie
- 2008 : Drillbit Taylor, garde du corps (Drillbit Taylor), de Steven Brill : Lisa Zachey
- 2008 : Le Chihuahua de Beverly Hills de Raja Gosnell : Bimini (non créditée)
- 2009 :  I Love You Phillip Morris, de Glenn Ficarra et John Requa : Debbie Russell
- 2009 : 17 ans encore (17 Again), de Burr Steers : Scarlett O'Donnell, adulte
- 2009 : Shorts, de Robert Rodriguez : Mom Thompson
- 2009 : Funny People, de Judd Apatow : Laura

Années 2010
- 2011 : Little Birds, d'Elgin James : Margaret Hobart
- 2011 : Rio, de Carlos Saldanha : Linda (voix originale)
- 2011 : Échange standard (The Change-Up), de David Dobkin : Jamie
- 2012 : L'Étrange Pouvoir de Norman, de Chris Butler et Sam Fell : Sandra Babcock (voix originale)
- 2012 :  40 ans : Mode d'emploi (This Is 40), de Judd Apatow : Debbie
- 2013 : The Bling Ring de Sofia Coppola : la mère de Nicki
- 2014 : Rio 2, de Carlos Saldanha : Linda (voix originale)
- 2014 : Triple Alliance (The Other Woman)  de Nick Cassavetes : Kate
- 2014 : M. Peabody et Sherman : Les Voyages dans le temps de Rob Minkoff : Patty Peterson (voix originale)
- 2015 : Vive les vacances (Vacation) de John Francis Daley et Jonathan M. Goldstein : Audrey Griswold
- 2016 : Célibataire, mode d'emploi (How to Be Single) de Christian Ditter : Meg
- 2016 : The Comedian de Taylor Hackford : Harmony Schiltz
- 2018 : Contrôle parental (Blockers) de Kay Cannon : Lisa
- 2018 : Bienvenue à Marwen (Welcome to Marwen) de Robert Zemeckis : Nicol
- 2019 : Brooklyn Affairs (Motherless Brooklyn) d'Edward Norton : Julia Minna

Années 2020
- 2020 : L'Esprit s'amuse (Blithe Spirit) d'Edward Hall : Elvira Condomine
- 2020 : Les Croods 2 : Une nouvelle ère de Joel Crawford : Hope Betterman (voix)
- 2022 : La Bulle (The Bubble) de Judd Apatow : Lauren Van Chance
- 2022 : Cha Cha Real Smooth de Cooper Raiff :

### Télévision

#### Séries télévisées
- 1994 : Birdland : Infirmière Mary (3 épisodes)
- 1995 : The Wright Verdict : Erica Mercer (1 épisode)
- 1998 : Hercule : Amphitrite (voix - 2 épisodes)
- 2000 : Freaks and Geeks : Miss Foote (1 épisode)
- 2011 : Modern Family : Katie (saison 3, épisode 7)
- 2011 : Allen Gregory : Gina Winthrop (voix - 7 épisodes)
- 2014 : Les Simpson : elle-même (voix - 1 épisode)

## Distinctions

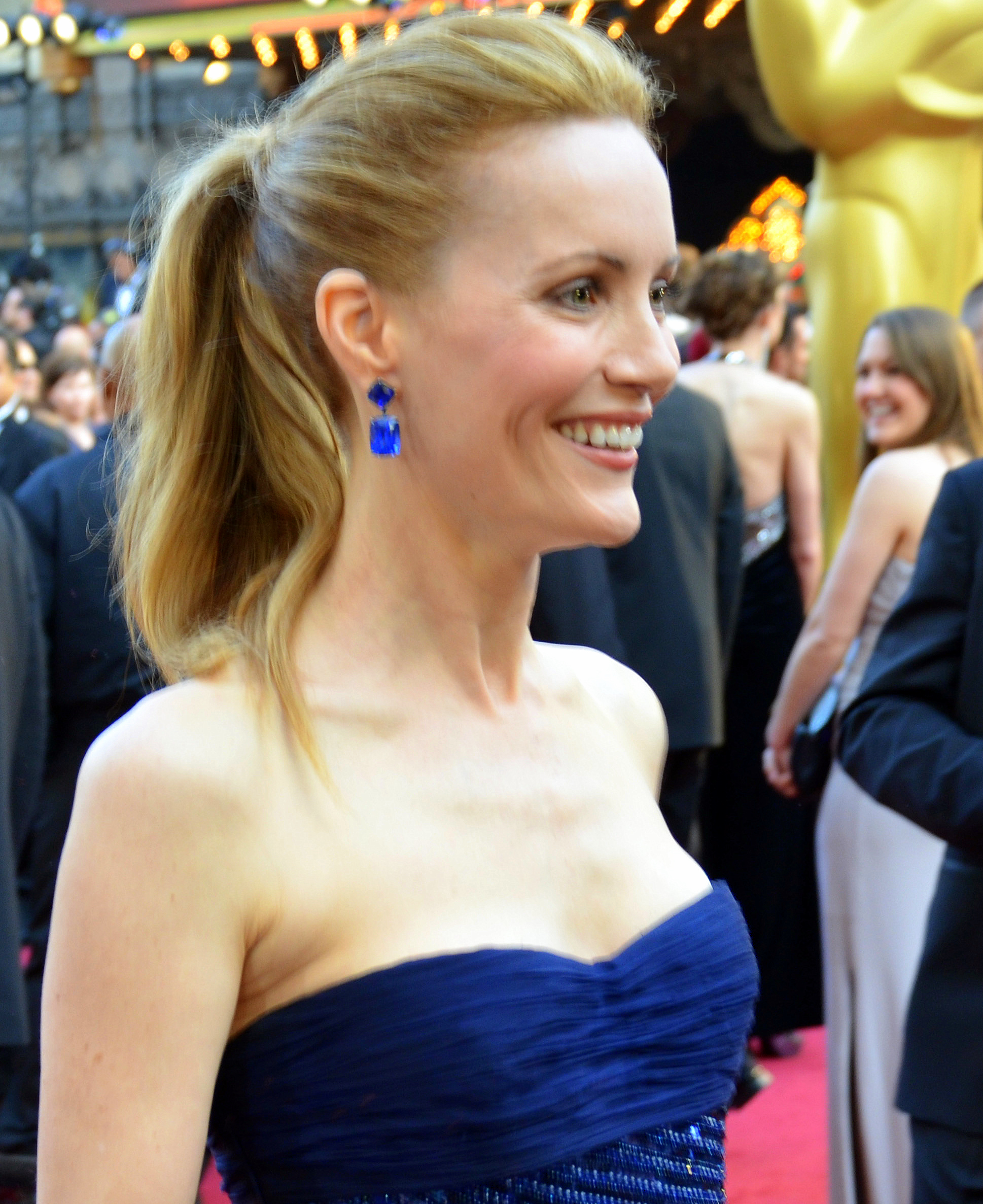
Leslie Mann lors des Oscars 2012.

Sauf indication contraire ou complémentaire, les informations mentionnées dans cette section proviennent de la base de données IMDb.

### Récompenses
- Golden Schmoes Awards 2007 : meilleure actrice dans un second rôle pour En cloque, mode d'emploi
- CinemaCon 2014 : star comique de l'année

### Nominations
- Chicago Film Critics Association Awards 2007 : meilleure actrice dans un second rôle pour En cloque, mode d'emploi
- Village Voice Film Poll 2007 : meilleure actrice dans un second rôle pour En cloque, mode d'emploi
- Critics' Choice Movie Awards 2013 : meilleure actrice dans 40 ans: mode d'emploi
- Teen Choice Awards 2013 : meilleure alchimie à l'écran pour Triple Alliance, nomination partagée avec Cameron Diaz et Kate Upton
- MTV Movie & TV Awards 2016 : meilleur baiser pour Vive les vacances, nomination partagée avec Chris Hemsworth

## Voix francophones
En France, Brigitte Aubry est la voix régulière de Leslie Mann.
Au Québec, elle est principalement doublée par Viviane Pacal. Julie Beauchemin l'a également doublée à trois reprises.